# Открытый чемпионат Туниса по теннису
Открытый чемпионат Туниса — профессиональный теннисный турнир проводимый ежегодно в Тунисе на открытых грунтовых кортах. Соревнование является частью мужского тура в серии ATP Challenger.

## Общая информация
Североафриканский турнир организован накануне сезона-2005 как часть мужского протура в самой младшей серии, управляемой ATP. 
В 2011 году приз был в последний момент отменён в связи с нестабильной обстановкой в стране. В 2012 году соревнование было возобновлено.

## Финалы прошлых лет

### Одиночный разряд
| Год  | Победитель            | Финалист        | Счёт в финале  |
| ---- | --------------------- | --------------- | -------------- |
| 2014 | Симоне Болелли (2)    | Юлиан Райстер   | 6-4, 6-2       |
| 2013 | Адриан Унгур          | Диего Шварцман  | 4-6, 6-0, 6-2  |
| 2012 | Рубен Рамирес-Идальго | Жереми Шарди    | 6-1, 6-4       |
| 2010 | Хосе Акасусо          | Даниэль Брандс  | 6-3, 6-4       |
| 2009 | Гастон Гаудио         | Фредерику Жил   | 6-2, 1-6, 6-3  |
| 2008 | Томас Белуччи         | Душан Вемич     | 6-2, 6-4       |
| 2007 | Симоне Болелли        | Андрей Павел    | 4-6, 7-64, 6-2 |
| 2006 | Ламин Уахаб           | Юнес эль-Айнауи | Без игры       |
| 2005 | Гаэль Монфис          | Фабрис Санторо  | 7-5, 3-6, 7-69 |

### Парный разряд
| Год  | Победители                         | Финалисты                          | Счёт в финале     |
| ---- | ---------------------------------- | ---------------------------------- | ----------------- |
| 2014 | Пьер-Юг Эрбер Адиль Шамасдин       | Стефан Франсен Йессе Хута Галунг   | 6-3, 7-65         |
| 2013 | Доминик Мефферт Филипп Освальд     | Джейми Дельгадо Андреас Сильестрём | 3-6, 7-60, [10-7] |
| 2012 | Ежи Янович Юрген Цопп              | Николас Монро Симон Штадлер        | 7-61, 6-3         |
| 2010 | Кристоф Влиген Джефф Кутзе         | Джеймс Серретани Адиль Шамасдин    | 7-63, 6-3         |
| 2009 | Бриан Дабул Леонардо Майер         | Юхан Брюнстрём Жан-Жюльен Ройер    | 6-4, 7-66         |
| 2008 | Томас Белуччи Бруно Соарес         | Николя Турт Жан-Клод Шеррер        | 6-3, 6-4          |
| 2007 | Лукаш Кубот Оливер Марах           | Ламин Уахаб Марк Форнель-Местрес   | 6-2, 6-2          |
| 2006 | Иван Наварро Даниэль Химено-Травер | Барт Бекс Мартейн ван Хастерен     | 6-2, 7-5          |
| 2005 | Томас Беренд Роберт Линдстедт      | Марко Кьюдинелли Жан-Клод Шеррер   | 3-6, 6-1, 6-3     |